# Caryl Phillips
Caryl Phillips ( Isla de San Cristóbal, 13 de marzo de 1958) escritor británico de ascendencia caribeña, profesor de la Universidad de Yale y profesor visitante del Barnard College y la Universidad de Columbia.
Nacido en San Cristóbal y Nieves con cuatro años se trasladó a Inglaterra y creció en Leeds, Yorkshire. 
En sus obras, trata la trata de esclavos africana desde diversos ángulos y ha sido galardonado con numerosos premios como el Martin Luther King Memorial Prize.

## Obra

### Novelas
- The Final Passage (1985)
- A State of Independence (1986)
- Higher Ground (1989)
- Cambridge (1991)
- Crossing the River (1993)
- The Nature of Blood (1997)
- A Distant Shore (2003)
- Dancing in the Dark (2005)
- Foreigners (2007)
- In the Falling Snow (2009)
- The Lost Child (Oneworld Publications, 2015, ISBN 978-1780746999 tapa dura, ISBN 978-1780747989 t. blanda)
- A View of the Empire at Sunset: A Novel (Farrar, Straus and Giroux, 22 de mayo de 2018, t. dura, ISBN 978-0374283612)

### Ensayo
- The European Tribe 144 p. (Faber and Faber, 1987 ISBN 052556280X, ISBN 9780525562801)

- The Atlantic Sound (Faber and Faber, 2000, ISBN 978-0571196203)

- A New World Order (Martin Secker & Warburg, 2001, ISBN 978-0436205606)

- Colour Me English (Harvill Secker, 2011, ISBN 978-1846553059)